# Carretillero

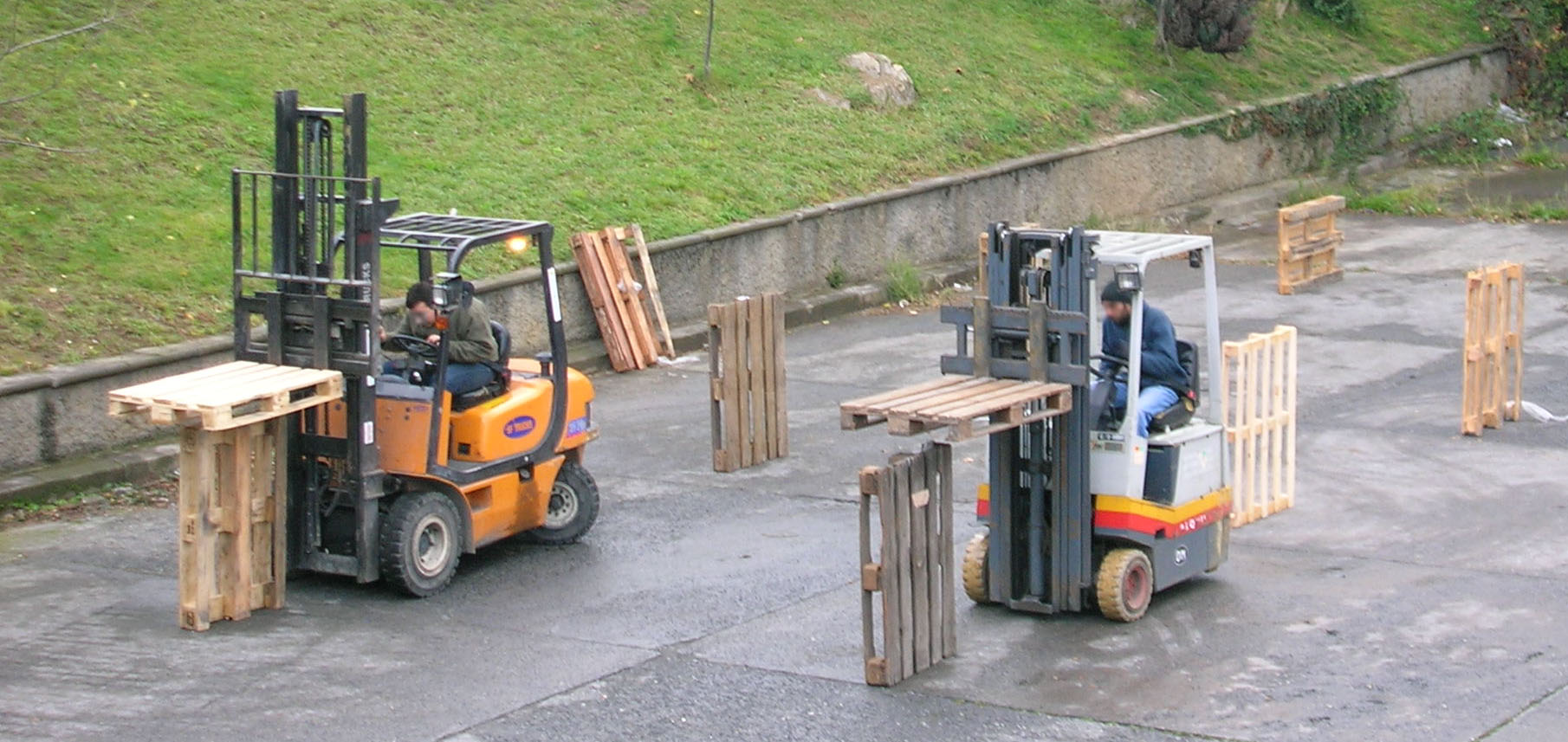
Dos operarios de carretillas elevadoras en una competición de habilidad.

Un carretillero, o conductor de carretillas elevadoras (también llamado toro) es la persona encargada de conducir una carretilla elevadora, una máquina móvil cuya función es la de elevar y transportar cargas (nunca pasajeros) utilizada en obras de construcción, en almacenes, centros fabriles, centros logísticos y en todo tipo de sectores. Se trata de un vehículo contrapesado en su parte trasera, que ―mediante dos horquillas en su parte delantera― puede coger, transportar y apilar cargas generalmente montadas sobre tarimas o palés.

## Funciones del carretillero

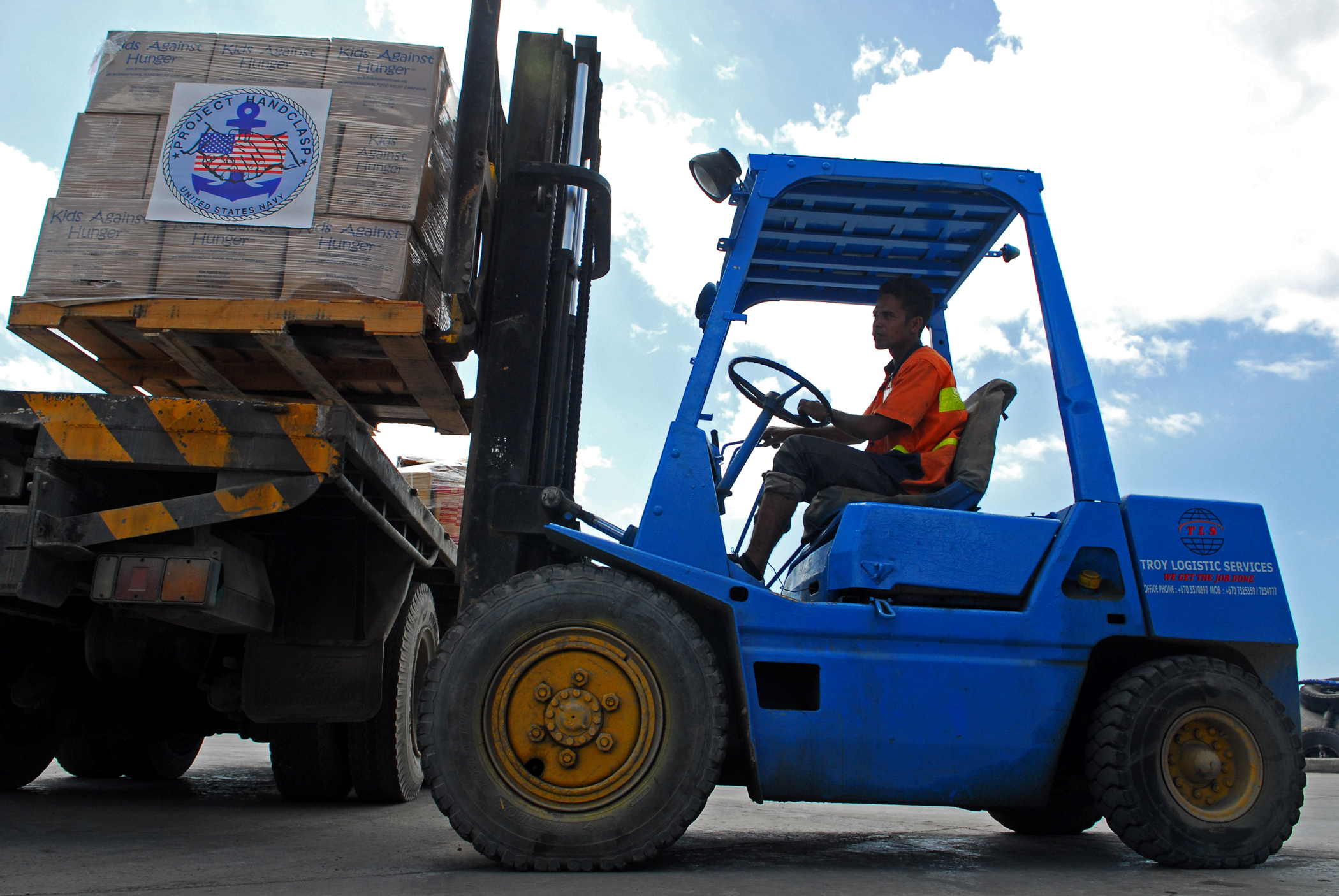
Carretillero manipulando carga paletizada.

El carretillero conduce, maneja y controla todos los dispositivos del vehículo principalmente en operaciones de carga y descarga de camiones o contenedores, apilado y colocación de palés o cargas en estanterías para su almacenaje, suministro de mercancías para alimentación de cadenas de montaje o máquinas, retirada de productos terminados o semi-elaborados de las cadenas de montaje para su almacenaje y, en definitiva, cualquier operación que requiera la elevación o movimiento de una carga dentro del centro de trabajo donde esté adscrito.
Además de la operación del vehículo, el carretillero tiene responsabilidades en la gestión logística, inspección de mercancía para detectar daños y elaboración de informes pertinentes sobre el estado de los productos transportados.
Es responsable de su propia seguridad, la del vehículo, la carga que transporta, así como de las personas y bienes que estén dentro del radio de acción de la máquina y debe velar por cumplir las normas de seguridad del centro de trabajo.

## Tipos de carretillas elevadoras
Existen distintos tipos de carretillas elevadoras que varían en función del entorno y la carga que se maneja:
- Carretilla frontal contrapesada: Es la más común y utilizada en múltiples sectores. Sus horquillas están al frente y el contrapeso en la parte trasera para equilibrar la carga.
- Carretilla retráctil lateral: Se utiliza en almacenes con pasillos estrechos, permitiendo movimientos laterales que facilitan la manipulación de mercancías en espacios reducidos.
- Transpaleta y/o apilador eléctrico: Más habituales en almacenes logísticos, pueden ser operadas a pie o sobre una plataforma.
- Carretilla telescópica: Conocida popularmente como "Manitou" por una de sus marcas más conocidas, permite alcanzar grandes alturas y distancias.[3]

## Historia de la carretilla elevadora
El primer prototipo de montacargas fue creado por Waterman en 1851. Se trataba de una plataforma unida a un cable. Este modelo inspiró a Otis a inventar el ascensor, un elevador con un sistema dentado, que permitía amortiguar la caída del mismo en caso de que se cortara su cable. Fue en 1915 cuando surgieron las primeras carretillas capaces de desplazar la carga tanto en horizontal como en vertical. En la época de la Primera Guerra Mundial se diseñó una plataforma que podía subir y bajar las mercancías gracias a un mecanismo de elevación, pero, sin embargo, fue a Clark en 1917 al que se le ocurrió la idea de que el operario trabajara sentado en la propia carretilla elevadora.
A partir de 1920 se introdujo la energía hidráulica para elevar las cargas y en 1923 Yale produjo la primera carretilla elevadora provista de horquillas y un mástil elevador, por lo que podemos considerar que 1923 es el año del nacimiento de la carretilla elevadora tal y como la conocemos hoy en día.

## Nombres en distintos países
- Conductor de carretilla elevadora, toro o fenwick, en España.
- Forklift driver (en inglés), en Reino Unido.
- Montacarguista, en México.

## Exigencias legales mínimas
En Argentina, la Ley 19587 de Higiene y Seguridad en el Trabajo (decreto 351/79, capítulo 15, artículo 137) establece las exigencias mínimas de seguridad que requieren los montacargas.
En España está legislado mediante el Real Decreto 1215/1997. que regula los requisitos mínimos de formación que se deben cumplir para la conducción de esta maquinaria. Según esta normativa, los operarios deben recibir una formación teórica y práctica adecuada antes de operar cualquier tipo de carretilla elevadora.